# Gayton (Northamptonshire)
Gayton è un villaggio e parrocchia civile dell'Inghilterra, appartenente alla contea del Northamptonshire.